# Änniksaare
Änniksaare este o arie protejată (arie specială de conservare — SAC, sit de importanță comunitară — SCI) din Estonia întinsă pe o suprafață de 3,2 ha, integral pe uscat.

## Localizare
Centrul sitului Änniksaare este situat la coordonatele 59°01′09″N 26°57′26″E / 59.0191°N 26.9573°E.

## Înființare
Situl Änniksaare a fost declarat sit de importanță comunitară în aprilie 2004 pentru a proteja 1 specie de plante. Situl a fost protejat și ca arie specială de conservare în ianuarie 2006.

## Biodiversitate
Situată în ecoregiunea boreală, aria protejată nu include niciun habitat protejat.
La baza desemnării sitului se află o specie protejată de  plante: turiță (Agrimonia pilosa).